# Яно, Кисё
Кисё Яно (яп. 矢野 貴章 Яно Кисё:, род. 5 апреля 1984, Хамамацу, Сидзуока) — японский футболист, нападающий клуба «Нагоя Грампус». Выступал в сборной Японии.

## Клубная карьера
Яно начинал в молодёжной школе «Джубило Ивата», в которой считался довольно перспективным игроком. В 2000 году продолжил обучение в футбольной школе Хамана, где стал одним из лидеров и был признан лучшим талантом в японской J-лиге. Благодаря этому статусу, Яно мог перейти в качестве профессионального игрока в «Джубило Ивата», и играть за клуб высшего дивизиона страны, однако этой возможностью не воспользовался. После окончания обучения в средней школе перешёл в клуб J-Лиги «Касива Рейсол». В 2006 году был переведен в Ниигату, где быстро зарекомендовал себя как игрок основного клуба «Албирекс Ниигата». В июне 2010 года появилась информация, что руководство «Албирекс Ниигаты» предпринимает попытки трудоустроить его в клубы российской премьер-лиги, среди которых «Спартак-Нальчик» и махачкалинский «Анжи». Но главный тренер махачкалинцев Гаджи Гаджиев заявил, что клуб действительно находится в поисках нападающих, но кандидатуру Яно не рассматривает.

## Национальная сборная
Кисё играл за различные юношеские и молодёжные сборные Японии. В 2001 году он принимал участие в юношеском чемпионате мира в Тринидаде и Тобаго, на котором отличился единожды, забив мяч в ворота будущего победителя того турнира — сборной Франции. В 2002 году Кисё Яно сыграл пять матчей за молодёжную сборную. За главную национальную сборную дебютировал 24 марта 2007 года в товарищеском матче против сборной Перу, в котором вышел на замену. В том же году он участвовал в Кубке Азии, дважды выйдя на замену. Первый гол Яно за сборную состоялся 11 сентября 2007 в Клагенфурте в дополнительное время против сборной Швейцарии.